# Петрониевич, Душан
Ду́шан Петро́ниевич (серб. Душан Петронијевић / Dušan Petronijević; род. 9 ноября 1983, Крушевац, Кралево) — югославский и сербский футболист, полузащитник.

## Карьера

### Клубная
С 2002-го по 2009 годы играл за сербские клубы: «Обилич», «БАСК», «Напредак» (Крушевац). В 2009 перешёл в иранский клуб «Дамаш Ираниан». В 2011 вернулся в Сербию защищать цвета клуба «Борац (Чачак)». Но в этом же году вновь уехал, перейдя в один из сильнейших футбольных клубов Казахстана — карагандинский «Шахтёр», где стал чемпионом страны. После чего, подписал новый контракт с другим казахстанским клубом — ФК «Астана».

### В сборной
Первый матч сыграл против сборной Республики Корея 3 июня 2011 года, заменив по ходу игры Деяна Станковича.

### Матчи и голы за сборную Сербии
| Матчи и голы Петрониевича за сборную Сербии | Матчи и голы Петрониевича за сборную Сербии | Матчи и голы Петрониевича за сборную Сербии | Матчи и голы Петрониевича за сборную Сербии | Матчи и голы Петрониевича за сборную Сербии | Матчи и голы Петрониевича за сборную Сербии |
| №                                           | Дата                                        | Оппонент                                    | Счёт                                        | Голы                                        | Соревнование                                |
| ------------------------------------------- | ------------------------------------------- | ------------------------------------------- | ------------------------------------------- | ------------------------------------------- | ------------------------------------------- |
| 1                                           | 3 июня 2011                                 | Республика Корея                            | 1:2                                         | -                                           | Товарищеский матч                           |

## Достижения
«Шахтёр»
- Чемпион Казахстана: 2011